# Orthotylus vanduzeei
Orthotylus vanduzeei är en insektsart som beskrevs av Carvalho 1955. Orthotylus vanduzeei ingår i släktet Orthotylus och familjen ängsskinnbaggar. Inga underarter finns listade i Catalogue of Life.